# Les Aix-d'Angillon
Les Aix-d'Angillon là một xã thuộc tỉnh Cher trong vùng Centre-Val de Loire miền trung Pháp.

## Dân số
| 1962                                | 1968 | 1975 | 1982 | 1990 | 1999 | 2006 |
| ----------------------------------- | ---- | ---- | ---- | ---- | ---- | ---- |
| 1118                                | 1246 | 1945 | 2146 | 2160 | 2006 | 1930 |
| Từ năm 1962 Dân số không tính trùng |      |      |      |      |      |      |